# ライアン・ケイリッシュ
ライアン・マイケル・ケイリッシュ（Ryan Michael Kalish, 1988年3月28日 - ）は、アメリカ合衆国・カリフォルニア州ロサンゼルス市ノースリッジ地区出身のプロ野球選手（外野手）。左投左打。MLB・シカゴ・カブス傘下に所属。

## 経歴

### プロ入り前
カリフォルニア州ロサンゼルスで生まれ、ニュージャージー州シュルーズベリーで育つ。父はユダヤ系、母はカトリック教徒で、ケイリッシュ自身はカトリック系の学校に通った。
高校時代は野球の他にアメリカンフットボールでも活躍した。

### プロ入りとレッドソックス時代
卒業後はバージニア大学への進学を表明していたが、2006年6月のMLBドラフト9巡目（全体283位）でボストン・レッドソックスから指名され、60万ドルの契約金で入団。この金額は指名順位毎に定められた推奨額を大きく上回っていたため、バド・セリグコミッショナーは当初この契約を認めなかったが、8月末になって承認された。
2010年7月31日のデトロイト・タイガース戦でメジャーデビュー。シーズン終了までに53試合に出場した。
2011年は故障のためメジャー出場なしに終わった。
2013年1月29日に右肩の関節鏡視下手術を受け、2013年シーズンは開幕から故障者リスト入りした。8月には頸椎手術を受けた。11月に故障者リストから外れたものの、12月2日にFAとなった。

### カブス時代
2013年12月13日にシカゴ・カブスとマイナー契約を結んだ。
2014年3月30日にカブスとメジャー契約を結んだ。開幕後は39試合に出場したが、打率.242・4打点・3盗塁と結果を残せず、8月8日にDFAとなった。その後、9月にセプテンバーコールアップで再昇格した。オフの11月にマイナー降格を拒否し、FAとなった。

### ブルージェイズ傘下時代
2014年12月17日にトロント・ブルージェイズとマイナー契約を結んだ事が発表された。

### カブス復帰
2016年2月19日に独立リーグ・アメリカン・アソシエーションのスーシティ・エクスプローラーズと契約するが、3月3日にカブスとマイナー契約を結んだ。開幕は傘下のAAA級アイオワ・カブスで迎え、5月3日にメジャー契約を結んで25人枠入りした。5月14日にDFAとなり、15日に40人枠を外れる形でAAA級アイオワへ配属された。

## 詳細情報

### 年度別打撃成績
| 年 度    | 球 団    | 試 合 | 打 席 | 打 数 | 得 点 | 安 打 | 二 塁 打 | 三 塁 打 | 本 塁 打 | 塁 打 | 打 点 | 盗 塁 | 盗 塁 死 | 犠 打 | 犠 飛 | 四 球 | 敬 遠 | 死 球 | 三 振 | 併 殺 打 | 打 率 | 出 塁 率 | 長 打 率 | O P S |
| -------- | -------- | ----- | ----- | ----- | ----- | ----- | -------- | -------- | -------- | ----- | ----- | ----- | -------- | ----- | ----- | ----- | ----- | ----- | ----- | -------- | ----- | -------- | -------- | ----- |
| 2010     | BOS      | 53    | 179   | 163   | 26    | 41    | 11       | 1        | 4        | 66    | 24    | 10    | 1        | 2     | 1     | 12    | 0     | 1     | 38    | 5        | .252  | .305     | .405     | .710  |
| 2012     | BOS      | 36    | 103   | 96    | 12    | 22    | 3        | 0        | 0        | 25    | 5     | 3     | 2        | 0     | 1     | 6     | 0     | 0     | 26    | 4        | .229  | .272     | .260     | .532  |
| 2014     | CHC      | 57    | 130   | 121   | 13    | 30    | 4        | 4        | 0        | 42    | 5     | 3     | 2        | 1     | 0     | 8     | 1     | 0     | 28    | 3        | .248  | .295     | .347     | .642  |
| 2016     | CHC      | 7     | 10    | 7     | 1     | 2     | 0        | 0        | 0        | 2     | 2     | 0     | 0        | 1     | 0     | 1     | 0     | 1     | 0     | 0        | .286  | .444     | .286     | .730  |
| MLB：4年 | MLB：4年 | 153   | 422   | 387   | 52    | 95    | 18       | 5        | 4        | 135   | 36    | 16    | 5        | 4     | 2     | 27    | 1     | 2     | 92    | 12       | .245  | .297     | .349     | .645  |

### 背番号
- 55 (2010年、2012年)
- 61 (2014年)
- 51 (2016年)